# Маццара, Майя
Майя Маццара (фр. Maïa Mazzara; род. 5 августа 2003, Кламар) — французская фигуристка, участница чемпионата Европы 2020 года и серебряный призёр чемпионата Франции 2020 года.

## Карьера

### Ранние годы
Маццара начала кататься на коньках в 2011 году в возрасте семи лет. Она начала карьеру в 2014 году за Францию, но в 2016 году перешла в сборную Швейцарии.

### Сезон 2017/2018
Маццара дебютировала за Швейцарию в ноябре 2017 года на Кубке Ниццы, где заняла 11-е место. Позже, в том же месяце, Маццара выиграла серебряную медаль в соревнованиях среди юниоров на Кубке Мерано в Италии. В январе 2018 года Маццара выиграла свой первый и единственный швейцарский национальный юниорский титул и получила право участвовать на чемпионате мира среди юниоров 2018 года. Там Маццара заняла 35-е место в короткой программе и, таким образом, не попала на произвольную программу.

### Сезон 2018/2019
В августе 2018 года Маццара дебютировала в Гран-при среди юниоров в Словакии, где заняла десятое место. Позже Маццара выступала под швейцарским флагом в качестве гостя на чемпионате Франции 2019 года, заняв седьмое место на взрослом уровне и второе место на уровне юниоров.

### Сезон 2019/2020
Маццара вновь стала выступать за Францию в 2019 году, перейдя к тренерам Флорану Амодьо и Франсуазе Боннар в Вожани. Это произошло после смерти её бывшего тренера Жана-Франсуа Баллестра в конце 2018 года. Она начала с победы в соревнованиях среди юниоров на французском тестовом соревновании Master de Patinage, а затем заняла 20-е и 9-е места на юниорских этапах Гран-при в России и Италии, соответственно.
Маццара дебютировала на взрослом уровне на турнире в Таллине, где она финишировала пятой, а затем участвовала в соревнованиях серии «Челленджер» Golden Spin of Zagreb 2019, заняв девятое место. В декабре 2019 года 16-летняя Маццара выиграла серебряную медаль национального чемпионата, уступив лишь Маэ-Беренис Мейте. Это позволило ей войти в состав сборной Франции на чемпионате Европы 2020 года.
В январе 2020 года Маццара вернулась к соревнованиям среди юниоров на зимних юношеских Олимпийских играх 2020 года. Она финишировала девятой в общем зачёте и установила новые личные рекорды во всех трёх сегментах, превзойдя свой предыдущий лучший суммарный результат почти на семь баллов. Дебютировав на взрослом чемпионате Европы 2020 года, Маццара заняла одиннадцатое место. Она также участвовала на чемпионате мира среди юниоров 2020 года, где стала семнадцатой.